# Giải Sinh học phân tử của Viện hàn lâm Khoa học quốc gia Hoa Kỳ
Giải Sinh học phân tử của Viện hàn lâm Khoa học quốc gia Hoa Kỳ là một giải thưởng của Viện hàn lâm Khoa học quốc gia Hoa Kỳ dành cho "việc phát hiện đáng chú ý trong lãnh vực Sinh học phân tử gần đây của một nhà khoa học Hoa Kỳ trẻ". Giải này được trao hàng năm, từ năm 1962.

## Các người đoạt giải
Nguồn: NAS
- 2014: David M. Sabatini
- 2013: Sue Biggins
- 2012: Zhijian James Chen
- 2011: James M. Berger
- 2010: Jeannie T. Lee
- 2009: Stephen P. Bell
- 2008: Angelika Amon
- 2007: Gregory J. Hannon
- 2006: Ronald R. Breaker và Tina M. Henkin
- 2005: David Bartel
- 2004: Xiaodong Wang
- 2003: Andrew Z. Fire và Craig C. Mello
- 2002: Stephen J. Elledge
- 2001: Erin K. O'Shea
- 2000: Patrick O. Brown
- 1999: Clifford J. Tabin
- 1998: Philip Beachy
- 1997: Richard H. Scheller và Thomas C. Südhof
- 1996: Michael S. Levine
- 1995: Daniel E. Gottschling
- 1994: Gerald F. Joyce và Jack W. Szostak
- 1993: Peter S. Kim
- 1992: Bruce S. Baker và Thomas W. Cline
- 1991: Steven L. McKnight và Robert Tjian
- 1990: Elizabeth H. Blackburn
- 1989: Kiyoshi Mizuuchi
- 1988: H. Robert Horvitz
- 1987: Thomas R. Cech
- 1986: Robert G. Roeder
- 1985: Gerald M. Rubin và Allan C. Spradling
- 1984: Geoffrey M. Cooper và Robert A. Weinberg
- 1983: James C. Wang
- 1982: Joan A. Steitz
- 1981: Ronald W. Davis và Gerald R. Fink
- 1980: Phillip A. Sharp
- 1979: Mark Ptashne
- 1978: Günter Blobel
- 1977: Aaron J. Shatkin
- 1976: Daniel Nathans
- 1975: Bruce Alberts
- 1974: David Baltimore
- 1973: Donald D. Brown
- 1972: Howard M. Temin
- 1971: Masayasu Nomura
- 1970: A. Dale Kaiser
- 1969: William B. Wood, III
- 1968: Walter Gilbert
- 1967: Robert W. Holley
- 1966: Norton D. Zinder
- 1965: Robert Stuart Edgar
- 1964: Charles Yanofsky
- 1963: M. S. Meselson
- 1962: Marshall Nirenberg